# Academia de Ciências de Heidelberg

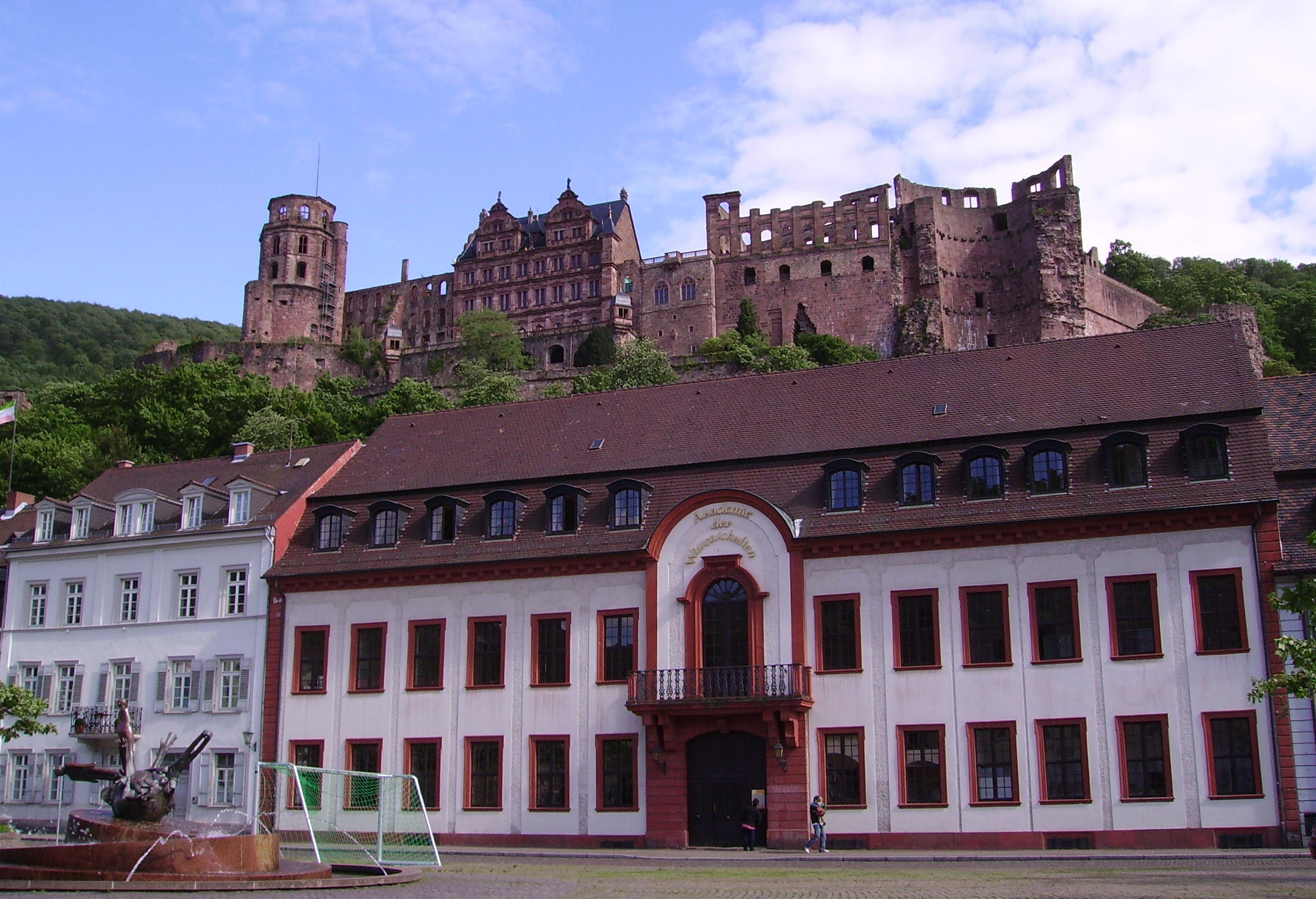
Academia de Ciências de Heidelberg

A Academia de Ciências de Heidelberg ou, nas suas formas portuguesas, de Heidelberga ou de Edelberga (em alemão:  Heidelberger Akademie der Wissenschaften - HAW) é a academia estadual de ciências o estado alemão de Baden-Württemberg. É uma associação de professores que, segundo seus estatutos, já antes de receberem a cátedra devem ser pesquisadores reconhecidos em sua área de atuação. Opera como instituição não-universitária em trabalho conjunto com a Universidade de Heidelberg e as outras universidades do estado de Baden-Württemberg.

## Prêmios
- Prêmio Reuchlin